# Brizoides
Brizoides is een geslacht van Phasmatodea uit de familie Pseudophasmatidae. De wetenschappelijke naam van dit geslacht is voor het eerst geldig gepubliceerd in 1906 door Redtenbacher.

## Soorten
Het geslacht Brizoides omvat de volgende soorten:
- Brizoides amabilis Redtenbacher, 1906
- Brizoides annulicornis Hebard, 1923
- Brizoides flavipennis Redtenbacher, 1906
- Brizoides gambrisius (Westwood, 1859)
- Brizoides graminea Redtenbacher, 1906
- Brizoides lacteipennis Redtenbacher, 1906
- Brizoides minutissima Redtenbacher, 1906
- Brizoides nigricornis Redtenbacher, 1906
- Brizoides viridipes (Rehn, 1905)